# Villejuif - Louis Aragon (métro de Paris)
Villejuif - Louis Aragon est une station de la ligne 7 du métro de Paris, située sur la commune de Villejuif.

## Histoire
La station est ouverte le 28 février 1985. Elle est située près du croisement de l'ancienne route nationale 7 et de voies transversales dont l'une porte le nom de Louis Aragon, écrivain français né à Paris en 1897 et décédé en 1982. Cette station est le terminus d'une des deux branches de la ligne ; le terminus sur l'autre branche est Mairie d'Ivry.
En 2019, selon les estimations de la RATP, 7 198 931 voyageurs sont entrés dans cette station ce qui la place à la 38e position des stations de métro pour sa fréquentation sur 302,.
En 2020, avec la crise du Covid-19, 4 029 467 voyageurs sont entrés dans cette station ce qui la place à la 28e position des stations de métro pour sa fréquentation.
En 2021, la fréquentation remonte progressivement, avec 5 218 070 voyageurs qui sont entrés dans cette station ce qui la place à la 30e position des stations de métro pour sa fréquentation.

## Services aux voyageurs

### Accès
La station dispose de quatre accès :
- l'accès no 1 « Avenue de Stalingrad », avec un ascenseur débouchant sur la correspondance avec le tramway T7.
- l'accès no 2 « Boulevard Maxime Gorki », équipée d’un ascenseur et d’un escalier fixe signalé par un mât avec le logo M jaune.
- l'accès no 3 « Avenue Louis Aragon », avec un escalier fixe.
- l'accès no 4 « Gare Routière », avec deux escaliers fixes dont un signalé par un mât avec le logo M jaune.

Accès à la station
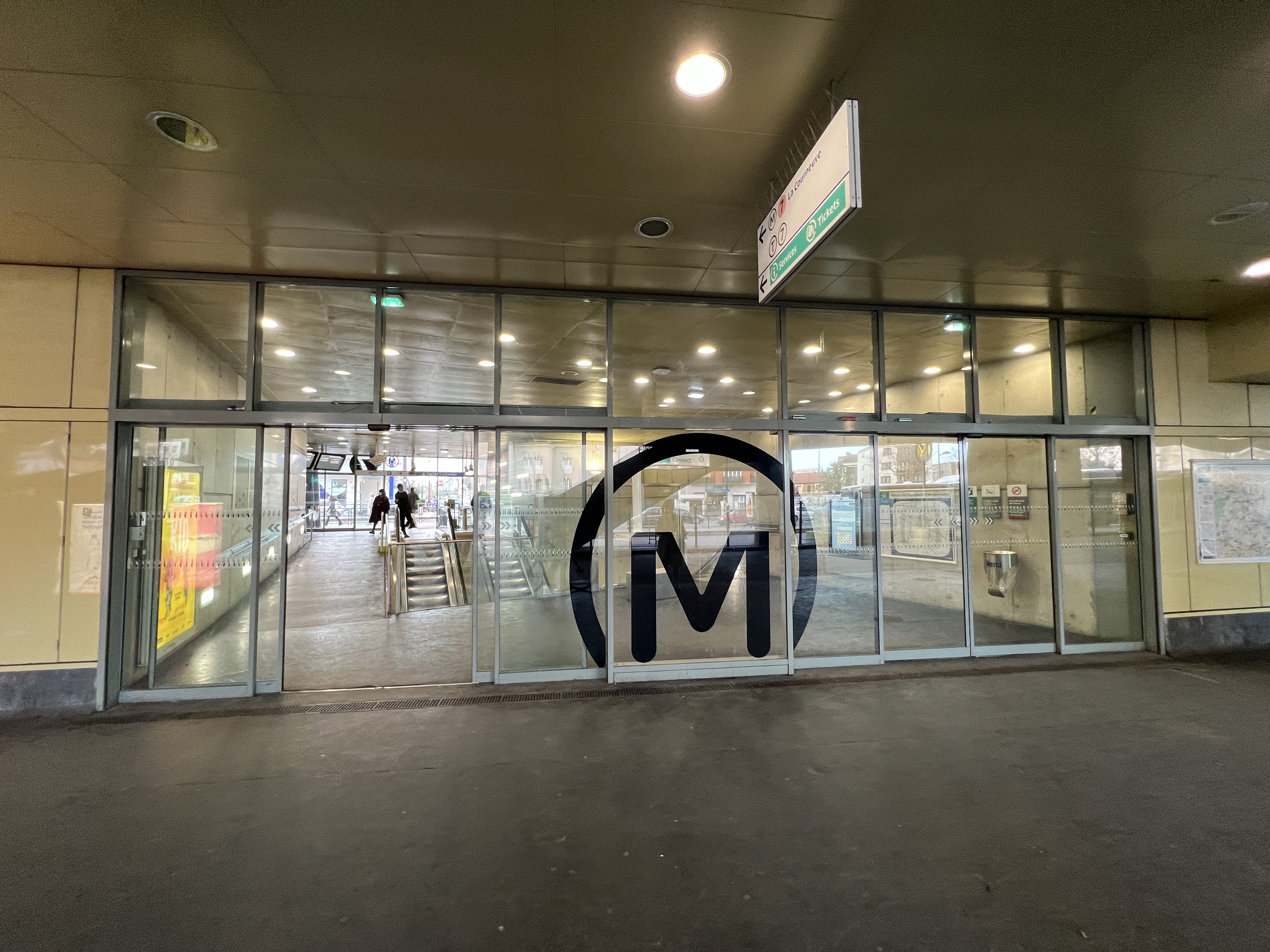
L'accès no 1 « Avenue de Stalingrad ».
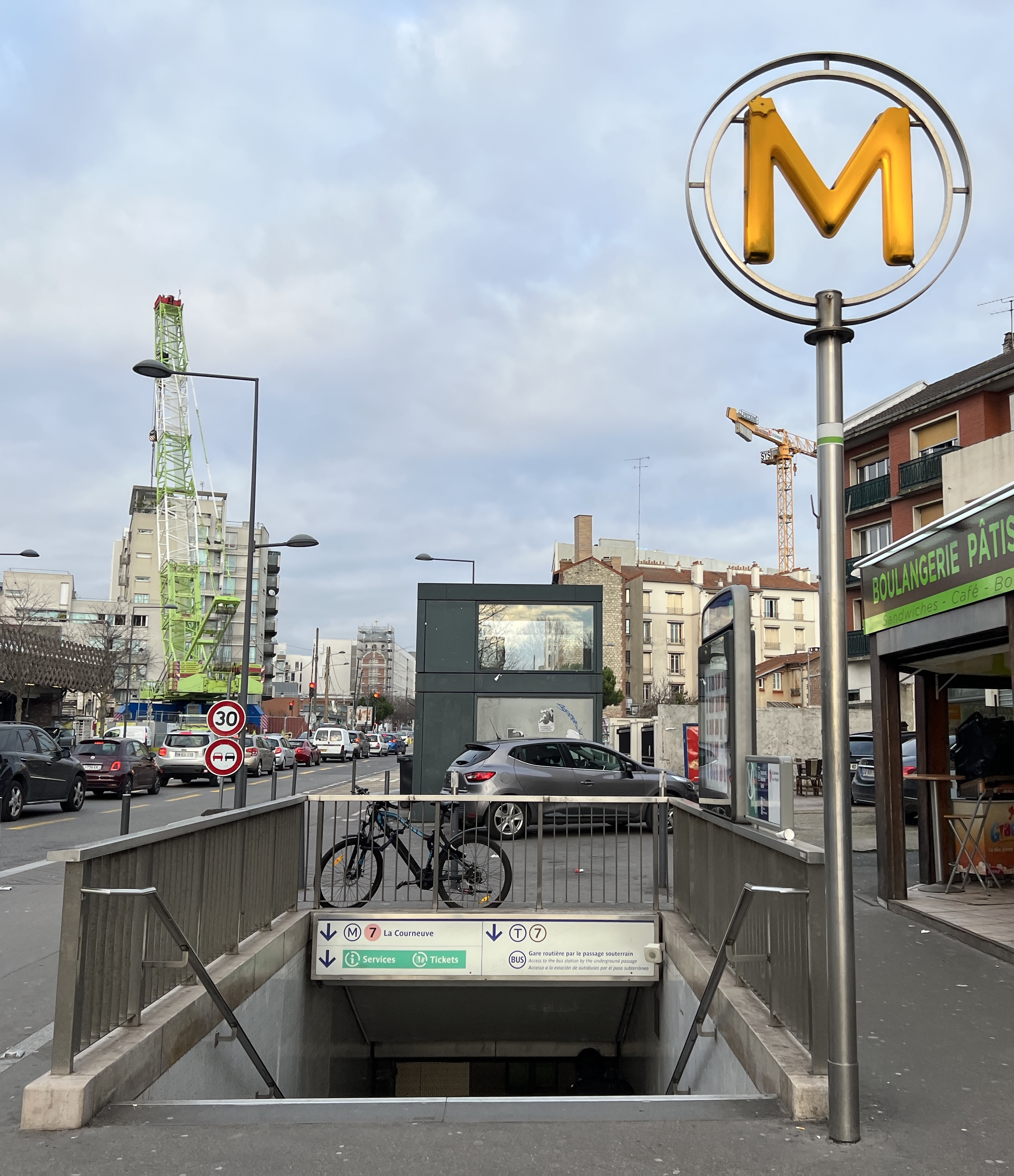
L'accès no 2 « Boulevard Maxime Gorki ».
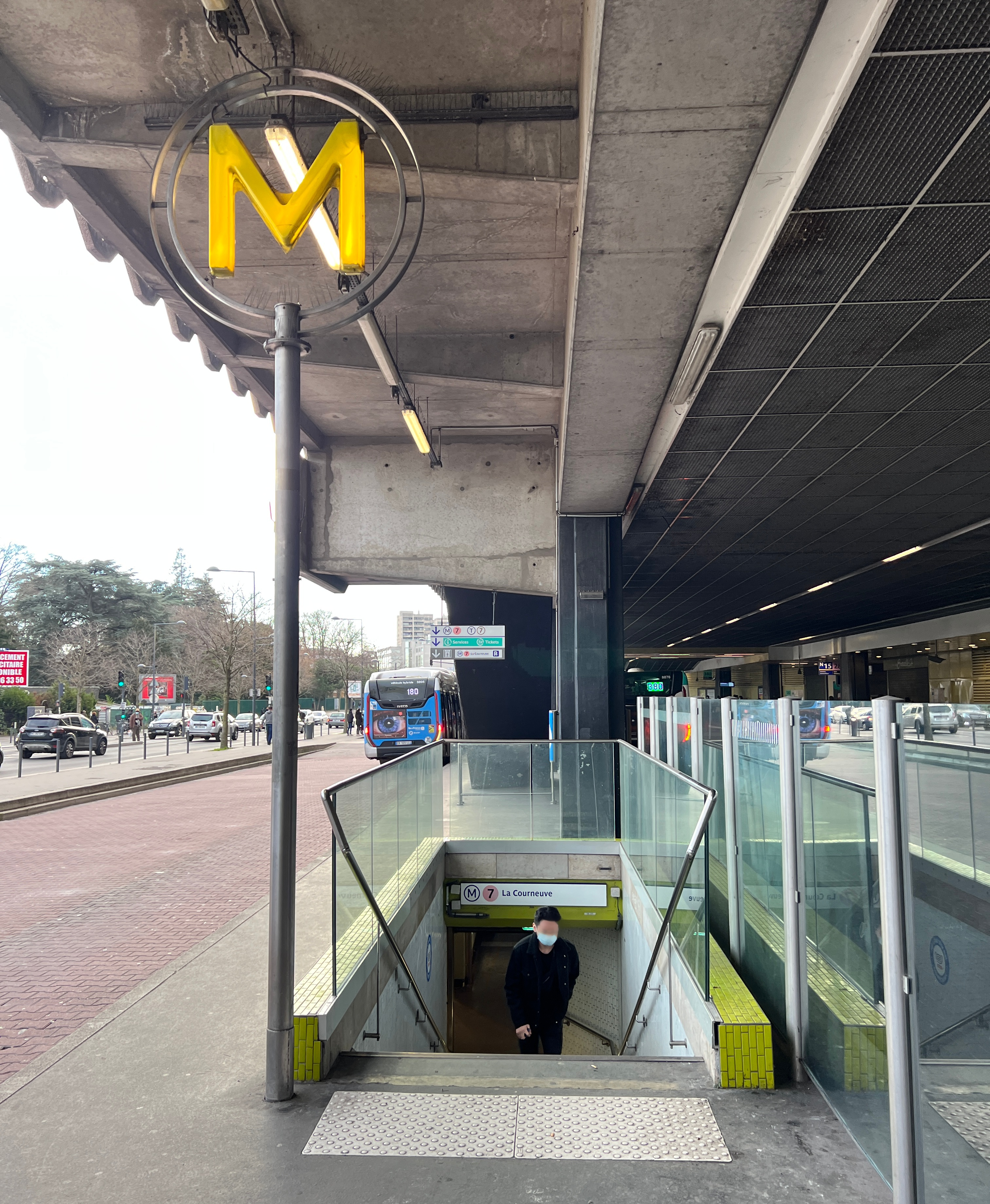
L'accès no 4 « Gare Routière ».

.

### Quais

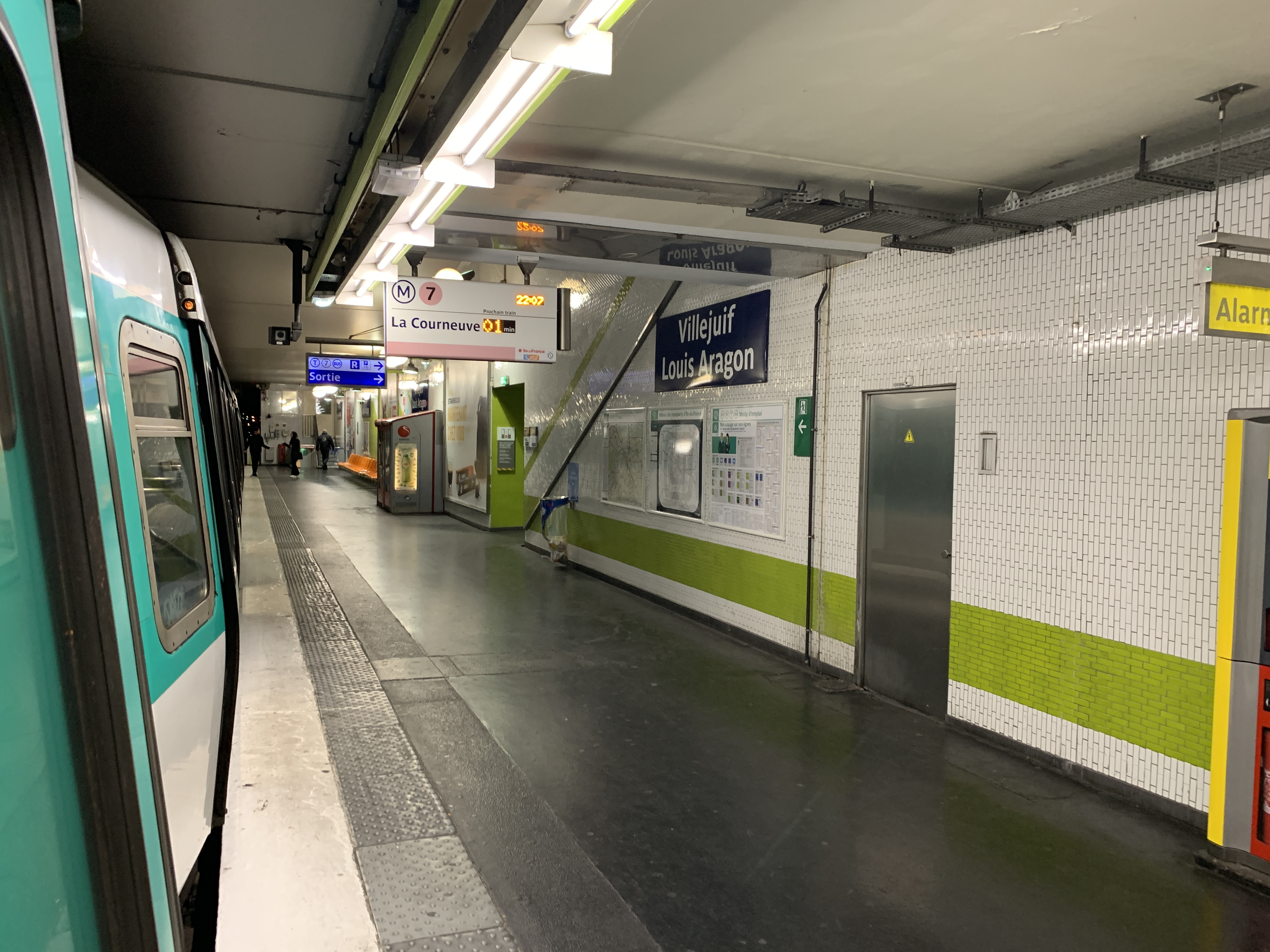
Quai en direction de Paris.

Villejuif - Louis Aragon est une station de configuration standard : elle possède deux quais séparés par les voies du métro, surmontées par une mezzanine. Le nom de la station est écrit sur plaques émaillées. L'éclairage est assuré par des globes lumineux suspendus et des néons au niveau de la mezzanine; de petits carreaux de céramique de couleur blanche et verte posés verticalement recouvrent les piédroits ainsi que les tympans. Le mobilier est de style Motte de couleur orange.

### Intermodalité
La station est desservie par les lignes 162, 172, 180, 185, 286 et 380 du réseau de bus RATP, par la ligne v7 du réseau de bus Valouette et, la nuit, par les lignes N15 et N22 du réseau de bus Noctilien. 
Depuis le 16 novembre 2013, la station est en correspondance avec le terminus nord de la ligne 7 du tramway d'Île-de-France. 

## Projets

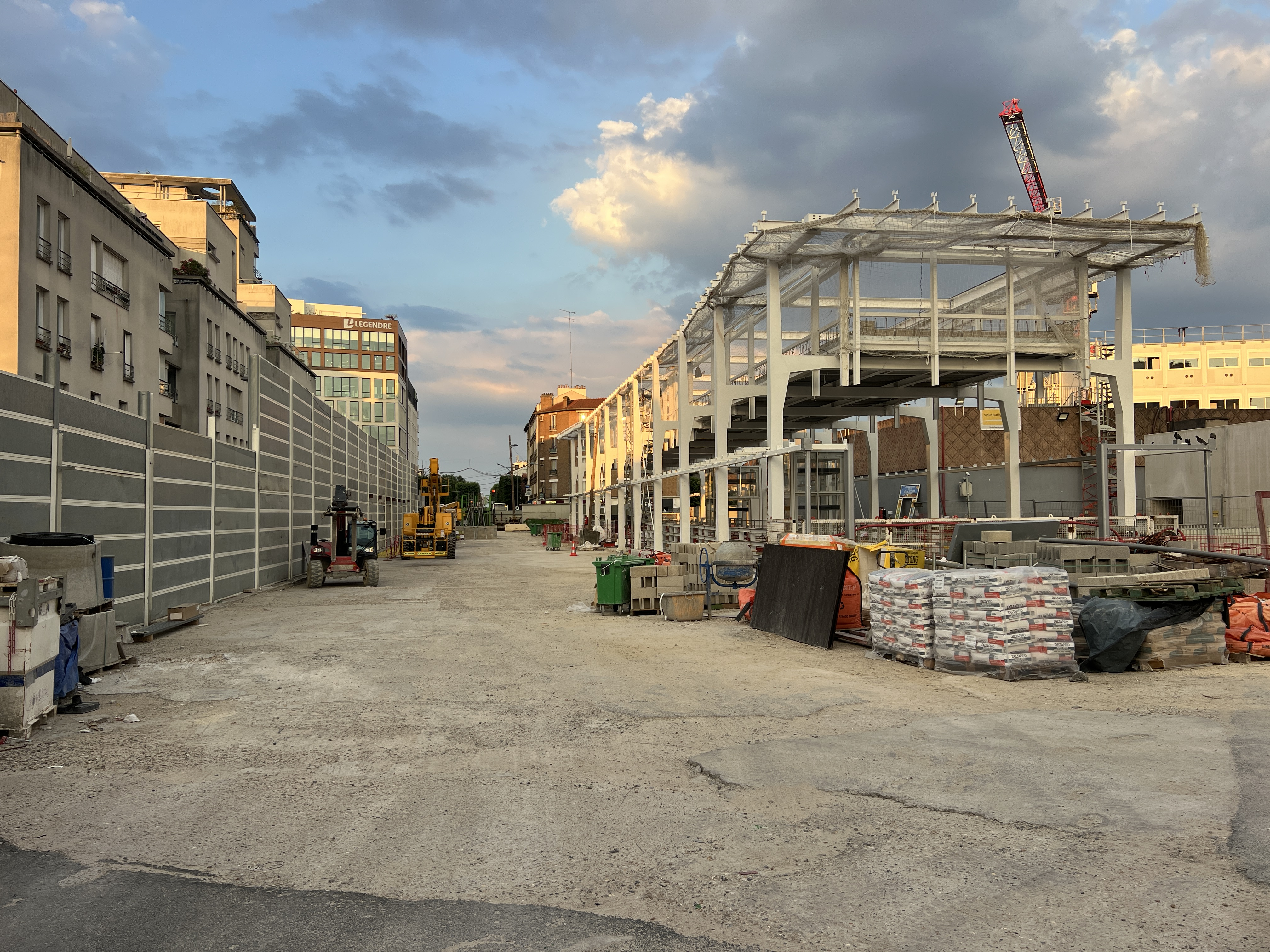
Chantier de la station de la ligne 15 en juin 2024.

À l'horizon 2026,, elle devrait aussi accueillir une station souterraine de la ligne 15 du Grand Paris Express,. Elle sera située sous l'avenue de la République et ses quais seront à une profondeur de 30 mètres,. La conception de la station est confiée à l'architecte Philippe Gazeau. Le génie civil de la station sera réalisé par un groupement d’entreprises piloté par Vinci Construction Grands Projets.
Constance Guisset conçoit une œuvre artistique pour la station Villejuif - Louis Aragon en coordination avec l'architecte Philippe Gazeau. Il s'agit d'une chaîne sertie d'objets de vent qui met en avant les mouvements d'air de la station.
La station comportera également sur ses quais une fresque de Stéphane Trapier.
La construction de la station a démarré à partir de juin 2017 pour une livraison en 2026.
Les travaux de parois moulées ont débuté en janvier 2018 et se sont achevés en novembre 2018. Fin juillet 2018, un basculement d’emprise a été opéré afin de finaliser la construction des parois moulées et commencer la réalisation de la dalle de couverture de la future station. En février 2019, l’emprise a basculé de nouveau pour finaliser la dalle de couverture et commencer le creusement en taupe.
Le tunnelier Amandine arrive à la station en décembre 2020 après un parcours de 3,4 km depuis Arcueil - Cachan. Fin 2021, c’est au tour du tunnelier Aby de finir son parcours sur le chantier depuis le puits Arrighi à Vitry-sur-Seine. Débutés en 2017, les travaux de construction de la structure souterraine se sont achevés à l’été 2022.
Depuis septembre 2022, de nouvelles entreprises ont pris possession du chantier pour réaliser les travaux d’aménagement et d’équipement de la gare. Les travaux de maçonnerie, peinture, carrelage, éclairage, etc. finalisé, les compagnons s’attèlent désormais à l’installation des circulations verticales (escaliers mécaniques, ascenseurs), à la pose des réseaux et différents revêtements définitifs. En surface, la charpente de la toiture du futur bâtiment voyageurs se dessine.